# Jarl (mythologie)
Pour les articles homonymes, voir Jarl (homonymie).
Dans la mythologie nordique, notamment dans le poème eddique Rígsþula, Jarl est le fils de Ríg (le dieu Heimdallr) et de Modir (une humaine). Ríg lui enseigna les runes, une partie de sa magie, ainsi que le langage des oiseaux. Jarl réunit alors des hommes et conquit quelques terres, puis se maria à Erna. Ils eurent onze fils, les ancêtres de la race des guerriers dans la société nordique.

## Source partielle
- Marie-Nicolas Bouillet  et Alexis Chassang (dir.), « Jarl (mythologie) » dans Dictionnaire universel d’histoire et de géographie, 1878 (lire sur Wikisource)